# Spergularia diandra
Spergularia diandra är en nejlikväxtart som först beskrevs av Giovanni Gussone, och fick sitt nu gällande namn av Pierre Edmond Boissier. Spergularia diandra ingår i släktet rödnarvar, och familjen nejlikväxter. Inga underarter finns listade i Catalogue of Life.